# Hontiwka
Hontiwka (ukr. Гонтівка; hist. Serby) – wieś na Ukrainie, w rejonie czerniweckim obwodu winnickiego. W 2001 roku liczyła ok. 1,2 tys. mieszkańców.
W Serbach stracono Iwana Gontę – jednego z przywódców koliszczyzny.
Pod rozbiorami siedziba gminy Serby w powiecie mohylowskim guberni podolskiej.
Miejsce urodzenia Joachima Wołoszynowskiego oraz jego syna Juliana, który siedzibie swego rodu poświęcił kilka opowiadań ze zbioru Opowiadania podolskie. O epizodzie rzezi humańskiej związanym z wsią Lucjan Siemieński napisał nowelę Wieś Serby.